# VOB
VOB（Video Object）是DVD-Video媒体中的一個视频文件格式。VOB可以將数字视频、數位音訊、字幕、DVD菜单和导航内容多路复用到一个流的形式。VOB格式的文件可以加密。